# Malena Guinzburg
Malena Guinzburg (Buenos Aires, 5 de febrero de 1978) es una actriz, comediante, productora, guionista, panelista y conductora argentina. Conocida por su desempeño humorístico televisivo, radial y teatral. Actualmente forma parte del elenco de Las chicas de la culpa, un espectáculo presencial y con transmisión en vivo.

## Biografía
Nacida y criada en Buenos Aires, por su madre Dora Ryng y su padre Jorge Guinzburg. Su primera aparición televisiva fue con su padre, participando en un truco de Truchán, segmento del programa televisivo 'Peor es nada' en el año 1990. 
Luego de terminar la secundaria se dedicó a la producción radial y televisiva hasta el 2010 que comenzó a actuar en teatro junto con un grupo de comediantes en la obra "De a 1 canchero" en el Picadilly. Quedó encantada con las sensaciones que tuvo y al ver la reacción positiva de la gente a su trabajo, decidió meterse de lleno en la comedia, realizando así más obras humorísticas.

## Cine
- Lennons (2023) como Esteban

## Radio
- Metro y medio - Radio Metro. Producción (2008-2011)
- Sarasa - La100. (2011-2013)
- Basta - Radio Metro. (2019-2020)

## Teatro
- De a 1 canchero (2010 - 2013)
- Más canchero (2013)
- Cancheritos (2014)
- Pucha (2015 - 2019)
- El árbol que tapa el Bosque (2018)
- Mucho (2019)
- Las chicas de la culpa (2020 - 2021)

## Televisión
| Año         | Rol                                                                                             | Programa                               | Canal          |
| ----------- | ----------------------------------------------------------------------------------------------- | -------------------------------------- | -------------- |
| 2011        | Comediante                                                                                      | Stad up Comedy Central                 | VH1            |
| 2012        | Actriz                                                                                          | Dulce amor                             | Telefe         |
| 2013        | Humorista                                                                                       | Susana Giménez                         | Telefe         |
| 2014        | Humorista                                                                                       | Periodismo para todos                  | eltrece        |
| 2015 - 2018 | Panelista                                                                                       | Morfi, todos a la mesa                 | Telefe         |
| 2016 - 2017 | Humorista                                                                                       | Morfi café                             | Telefe         |
| 2017 - 2018 | Comediante                                                                                      | Stand up en Comedy                     | Comedy Central |
| 2018 - 2019 | Comediante                                                                                      | La culpa es de Colón                   | Comedy Central |
| 2021        | Panelista                                                                                       | Santo sábado                           | América TV     |
| 2021        | Invitada                                                                                        | 100 argentinos dicen: Especial Famosos | eltrece        |
| 2021 - 2022 | Participante de reemplazo temporal de Micaela Viciconte entró como participante en la semana 11 | MasterChef Celebrity Argentina 3       | Telefe         |

## Premios
| Año  | Premios                | Nominación                            | Resultado |
| ---- | ---------------------- | ------------------------------------- | --------- |
| 2016 | Tato                   | Mejor panelista 'Morfi'               | Ganadora  |
| 2017 | Tato                   | Mejor panelista 'Morfi'               | Ganadora  |
| 2019 | Martín fierro de cable | Mejor programa 'La culpa es de Colón' | Nominada  |